# Кокшаново
Кокша́ново (рос. Кокшаново, чув. Каншел) — присілок у складі Батиревського району Чувашії, Росія. Входить до складу Первомайського сільського поселення.
Населення — 256 осіб (2010; 307 у 2002).
Національний склад:
- чуваші — 100 %